# The Greatest Hits - Volume 2: 20 More Good Vibrations
The Greatest Hits - Volume 2: 20 More Good Vibrations es un álbum de compilación de The Beach Boys, fue publicado el 21 de septiembre de 1999. Fue lanzado junto al volumen uno The Greatest Hits - Volume 1: 20 Good Vibrations.

## Características
Este álbum recupera algunos clásicos que no fueron incluidos en el primer lanzamiento, tales como "In My Room" y "Don't Worry Baby", pero también el disco brinda un breve recorrido por la época psicodélica del conjunto, con canciones como "Heroes and Villains", también tiene la canción de ese periodo "Cottonfields", un éxito europeo en el verano de 1970.
Como en su volumen anterior, los créditos de producción de este álbum han sido cambiados. Originalmente se atribuye a los Beach Boys la producción de "Heroes and Villains", "Wild Honey", "Darlin'" y "Friends", sin embargo ahora están acreditados como productor a Brian Wilson.
Lanzado en septiembre de 1999, The Greatest Hits - Volume 2: 20 More Good Vibrations alcanzó el puesto n.º 192 en los Estados Unidos para marzo de 2000, después que se transmitiese una película por la ABC-TV de The Beach Boys.

## Lista de canciones
Todas las canciones por Brian Wilson y Mike Love, excepto donde se indica. 
Todas las canciones se encuentran en mono, excepto donde se indica.
1. "In My Room" (Brian Wilson/Gary Usher) – 2:11
2. "The Warmth of the Sun" – 2:50
3. "Don't Worry Baby" (Brian Wilson/Roger Christian) – 2:50
4. "All Summer Long" (mezcla mono del álbum) – 2:06
5. "Wendy" – 2:23
6. "Little Honda" – 1:50
7. "When I Grow Up (To Be a Man)" – 2:02
8. "Please Let Me Wonder" – 2:45
9. "You're So Good to Me" – 2:14
10. "The Little Girl I Once Knew" – 2:36
11. "Caroline, No" (Brian Wilson/Tony Asher) – 2:17
  - Versión de sencillo sin el final de tren y perros ladrando
12. "Heroes and Villains" (Brian Wilson/Van Dyke Parks) – 3:37
13. "Wild Honey" – 2:37
14. "Darlin'" – 2:12
15. "Friends" (Brian Wilson/Dennis Wilson/Carl Wilson/Al Jardine) – 2:30
16. "Do It Again" – 2:18
  - Versión de sencillo, sin los efectos de carpinteros trabajando
17. "Bluebirds over the Mountain" (Ersel Hickey) – 2:51
18. "I Can Hear Music" (estéreo) (Jeff Barry/Ellie Greenwich/Phil Spector) – 2:38
19. "Break Away" (estéreo) (Brian Wilson/Reggie Dunbar) – 2:55
20. "Cottonfields" (Huddie Ledbetter) – 3:04